# Mortain
Mortain è un comune francese di 1 983 abitanti situato nel dipartimento della Manica nella regione della Normandia.
Intorno a Mortain ebbe luogo, tra il 7 e il 13 agosto del 1944, una battaglia fra Panzer-Division tedesche e truppe americane che si concluse con il fallimento dell'attacco tedesco. 

## Società

### Evoluzione demografica
Abitanti censiti